# كارل فريك
كارل فريك (بالسويدية: Carl Frick)‏ هو شخصية أعمال سويدي، ولد في 19 سبتمبر 1863 في مالمو في السويد، وتوفي بنفس المكان في 29 يوليو 1924.